# Брянов, Иван Ильич
Иван Ильич Брянов (?; Новгородская губерния — 17 июня 1877; Зимница) — штабс-капитан 53-го Волынского пехотного полка, участник сербско-турецкой войн (1876—1877) и герой русско-турецкой (1877—1878) войн.

## Биография
Из дворян. Сын подполковника Ильи Васильевича Брянова (1801—1861). Воспитывался в Нижегородском кадетском корпусе и 1-м Павловском военном училище, из которого был выпущен в 1870 году прапорщиком в 139-й пехотный Моршанский полк.
В 1876 году добровольцем принял участие в сербско-турецкой войне. По приезде в Белград генерала Никитина, Брянов был «особенно рекомендован» ему находившимся в сербских войсках начальником штаба полковником Дохтуровым.
По окончании той войны Брянов вернулся в Санкт-Петербург, где был прикомандирован к Главному штабу.
С началом в 1877 году русско-турецкой войны Брянов, по собственному желанию, был зачислен в 53-й Волынский пехотный полк, в 3-м батальоне которого принял в командование 12-ю роту. Во время переправы русских войск через Дунай Брянов со своей ротой находился в авангарде. 15 июня 1877 года, переправившись на турецкий берег под Систовым, его рота вступила на берег.
В одном из оврагов, заросшего кустами, укрылись турки, которые пропустив мимо себя русскую роту, ей в тыл внезапно с близкой дистанции из кустов открыли ружейный огонь. Рота, повернувшись, открыла ответный огонь, однако неся потери, не решалась атаковать неприятеля. Тогда Брянов бросил ружьё и, выхватив саблю, с криком «Ура! Ребята, за мной!» первым бросился через кусты в овраг на турецких стрелков, и был поднят ими на штыки. Вслед за Бряновым в атаку бросилась и его рота, которая, отбросив турок, вытащила своего командира.

## В Зимницком госпитале
Раненного Брянова в тот же день 15 июня привезли в Зимницкий госпиталь. На нём насчитали 9 штыковых ранений. По свидетельству товарищей Брянова, его залитое кровью лицо так было искажено от боли, что многие его не сразу узнавали.
В госпитале Брянова вскоре посетил главнокомандующий действующей армией на Балканах Великий князь Николай Николаевич. Брянов был ещё в сознании, и когда главнокомандующий вопросил о его страданиях, Брянов попросил поцеловать руку Великого князя, на что тот ответил: «Нет! Дай я тебя поцелую!»
16 июня Брянова также посетил и император Александр II. Поцеловав и обняв раненого Брянова, император приколол к его рубашке орден Св. Георгия 4-й степени.
17 июня 1877 года Брянов скончался. Предположительно он был похоронен в братской могиле в селе Зимница.

## Память
В Болгарском городке Систове (где был ранен Брянов) был установлен памятник русским воинам, на котором числился и Брянов. В дальнейшем он был уничтожен землетрясением.

## Интересные факты
В 1978 году в честь столетия освобождения Болгарии от турецкого ига полковнику медицинской службы в отставке Ивану Ивановичу Брянову (участнику ВОВ) была вручена юбилейная медаль как потомку героически погибшего штабс-капитана Брянова.